# Nemeritis major
Nemeritis major là một loài tò vò trong họ Ichneumonidae.